# Svaz levice
Svaz levice (finsky Vasemmistoliitto, zkráceně vas., švédsky Vänsterförbundet, severosámsky Gurutlihttu) je finská vládní radikálně levicová exkomunistická strana. Vznikla v roce 1990, kdy se na jejím založením podílelo několik finských uskupení: Komunistická strana Finska, Demokratická liga finského lidu a Demokratická liga finských žen.
V tamním stranickém systému stojí nalevo od sociálních demokratů a sdružuje několik skupin členů s radikálně levicovými názory, jako jsou reformní komunisté, feministky, „zeleně“ smýšlející či příznivci tzv. Nové levice. Základními hodnotami strany jsou rovnoprávnost, svoboda a udržitelný rozvoj. Ve snaze odlišit se od sociální demokracie se soustřeďuje na témata jako jsou komunitarismus, decentralizace správy, multikulturalismus, pacifismus, rovnost pohlaví či participaci občanů na veřejných záležitostech.
Ve vztahu vůči evropské integraci je postoj strany euroskeptický, protože podle ní klade nynější Evropská unie příliš velký důraz na ekonomická témata, a to na úkor otázek sociálních. Striktně také odmítá členství Finska v NATO.